# 欣里希·利希滕施泰因
马丁·欣里希·卡尔·利希滕施泰因（德語：Martin Hinrich Carl Lichtenstein，1780年1月10日—1857年9月2日）是德国医生、探险家、植物学家和动物学家。

## 生平
利希滕施泰因出生于汉堡市，曾在耶拿大学和黑尔姆施泰特大学学习医学。1802年，他远赴南非，曾担任開普殖民地巴达维亚共和国总督扬·威廉·扬森斯的私人医生。在1802-1806年的4年间，他对自然、殖民政治和当地语言有了更深入的认识。1811年，他出版了《南非游记：1803年，1804年，1805年和1806年》。1811年，他被柏林洪堡大學聘请为动物学教授；1813年，他被任命为柏林自然博物馆馆长；1829年当选瑞典皇家科学院外籍会员。
1857年，他因中风在科瑟到基尔的一艘轮船上去世。

## 遗产
利希滕施泰因也为柏林動物園的建立付出了很多心血。他曾说服腓特烈·威廉四世为他的鸡舍提供土地。
在爬虫两栖类学领域，他命名并描述了很多两栖动物和爬行动物新物种。
1859年，意大利爬虫两栖类学家乔治·扬将夜蝰属的一种命名为里氏夜蝰，以纪念利希滕施泰因为动物学研究做菜的贡献；同样，荷兰动物学家康拉德·雅各·特明克将沙鸡属的一种命名为里氏沙鸡。

## 图库

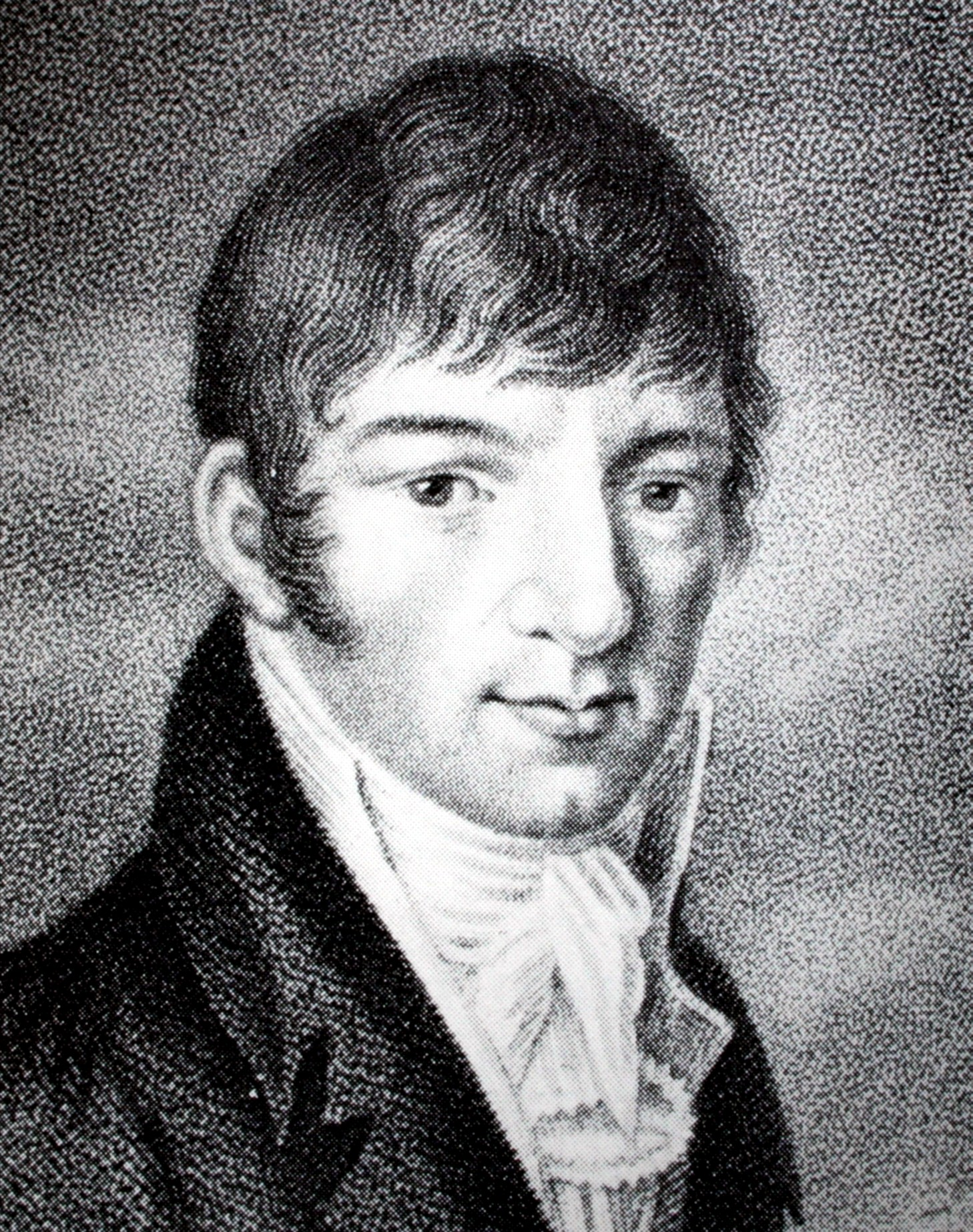
约1806年
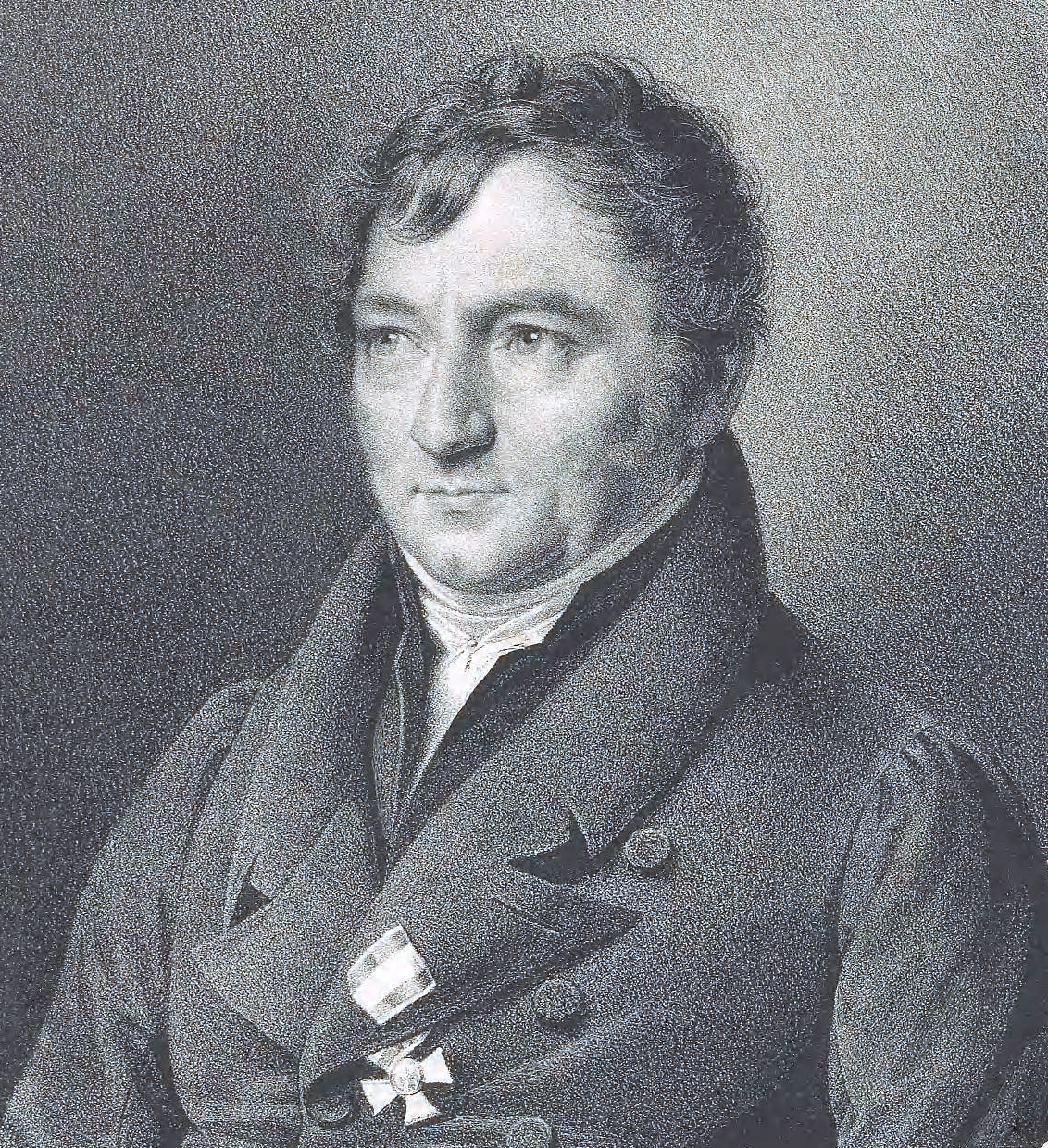
中年
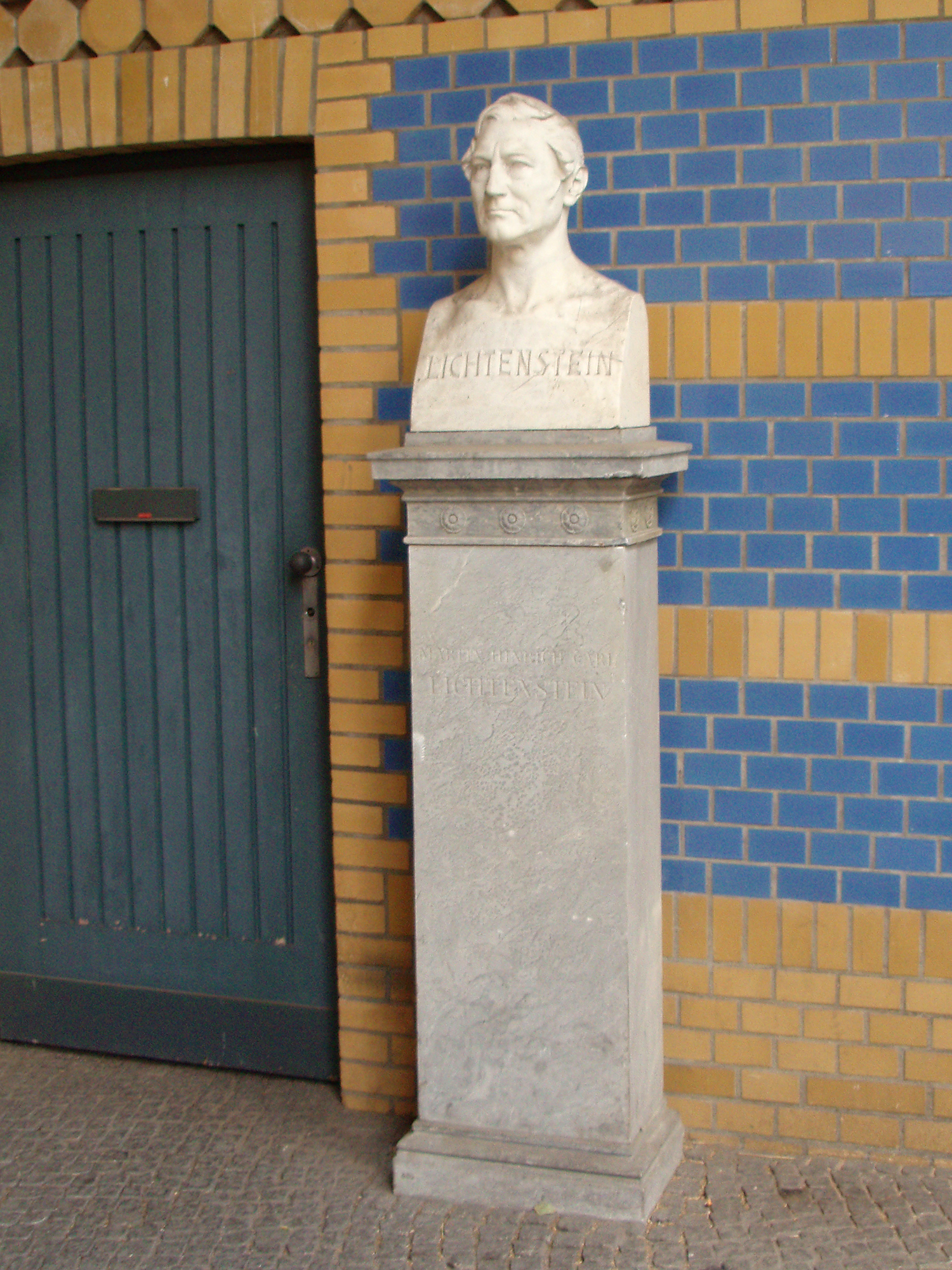
柏林動物園的雕像